# 池原女王
池原女王（いけはらじょおう/いけはらのおおきみ、生没年不詳 ）は、奈良時代の日本の皇族。天武天皇の曾孫で、従四位下・山前王の子。兄弟に、葦原王がいる。俗名は栗前枝女（くりくま の えだめ）で、姓は連。位階は従五位下。

## 出自
栗前連は山背国久世郡栗隈郷（現在の京都府宇治市大久保・広野付近）を本拠地とする氏で、栗隈とも表記する。天智天皇の官人に、栗隈首徳万の娘、黒媛娘がおり、その子供に水主皇女（みぬしのひめみこ／もいとりのひめみこ）がいる。姓は首で、天武天皇12年（683年）9月に連姓を賜っている。

## 経歴
光仁朝の宝亀7年（776年）10月21日　従六位上  から外従五位下に敍せられる。同11年（780年）8月7日、枝女はもと従四位下山前王の娘でありながら、母姓に従って未だ王名を蒙っていないということで、『継嗣令』に従い皇親とされ、池原女王と名乗り、選叙令35条に従い叙位され、従五位下を授けられた。

## 官歴
『続日本紀』による。
- 時期不詳：従六位上
- 宝亀7年（776年） 10月21日：外従五位下
- 宝亀11年（780年） 8月7日：従五位下